# Николашина, Любовь Даниловна
Любовь Даниловна Николашина (Рябакова) (24 января 1935) — передовик советского железнодорожного транспорта, бригадир путейцев Рязанской дистанции пути Московской железной дороги, Рыбновский район Рязанской области, полный кавалер ордена Трудовой Славы (1986).   

## Биография
Родилась в 1935 году в селе Стайки Кагарлыкского района Киевской области Украинской ССР в украинской многодетной семье.В начале войны отца, партийного, расстреляли фашисты, мать с детьми угнали на Запад, где она умерла. Любовь после освобождения вернулась в родное село, с 10 лет жила своим хозяйством, обучилась в школе. 
Работать начала трудоустроившись на строительство мотоциклетного завода в городе Киеве.После окончания строительства осталась работать на заводе станочницей. За небольшой период получила 6-й разряд.  
В 1958 году переехала на постоянное место жительство в родной посёлок супруга Рыбное в Рязанскую область. С 1963 года стала работать на Рязанской дистанции пути на железной дороге. Была обычным путевым рабочим. В 1971 году ей доверили возглавить бригаду путейцев. Всегда отличалась трудолюбием и знанием дела. Обеспечивала высокую безопасность движения на вверенном участке дистанции.   
На протяжении длительного времени её бригада постоянно побеждала в социалистических соревнованиях, обеспечивая выполнение задания на 120-125%. Пути всегда содержались в образцовом порядке.  
Указом Президиума Верховного Совета СССР от 21 апреля 1975 года была награждена орденом Трудовой Славы III степени. 
Указом Президиума Верховного Совета СССР от 2 апреля 1981 года была награждена орденом Трудовой Славы II степени.  
Указом Президиума Верховного Совета СССР от 2 июля 1986 года "за успехи достигнутые в выполнении заданий одиннадцатой пятилетки и социалистических обязательств" Любовь Даниловна Николашина была награждена орденом Трудовой Славы I степени. Стала полным кавалером Ордена Трудовой Славы.
Продолжала работать на железной дороге до выхода на заслуженный отдых в 1990 году.
Проживает в городе Рыбное Рязанской области.

## Награды и звания
- Орден Трудовой Славы I степени (03.07.1986);
- Орден Трудовой Славы II степени (02.04.1981);
- Орден Трудовой Славы III степени (21.04.1975);
- медали.
- Почётный железнодорожник.